# Potamogeton robbinsii
Potamogeton robbinsii là một loài thực vật có hoa trong họ Potamogetonaceae. Loài này được Oakes miêu tả khoa học đầu tiên năm 1841.